# Haus (Markt Schwaben)
Haus ist ein Ortsteil der Gemeinde Markt Schwaben im Landkreis Ebersberg in Bayern, Regierungsbezirk Oberbayern. Er besteht aus drei landwirtschaftlichen Betrieben.
Die Einöde liegt nordöstlich vom Ort Markt Schwaben, abseits der Staatsstraße 2080. Diese führte bis in die 1980er-Jahre noch durch Haus, bevor sie nach Osten verlegt wurde. Östlich fließt der Hennigbach, westlich verlaufen die Bahnlinie von München nach Simbach am Inn und die S-Bahnstrecke München-Erding, die in der Nähe aufeinandertreffen. Zwischen den Gleisen befindet sich ein Solarpark. Zwei unbeschränkte Bahnübergänge ermöglichen das Queren.

## Geschichte

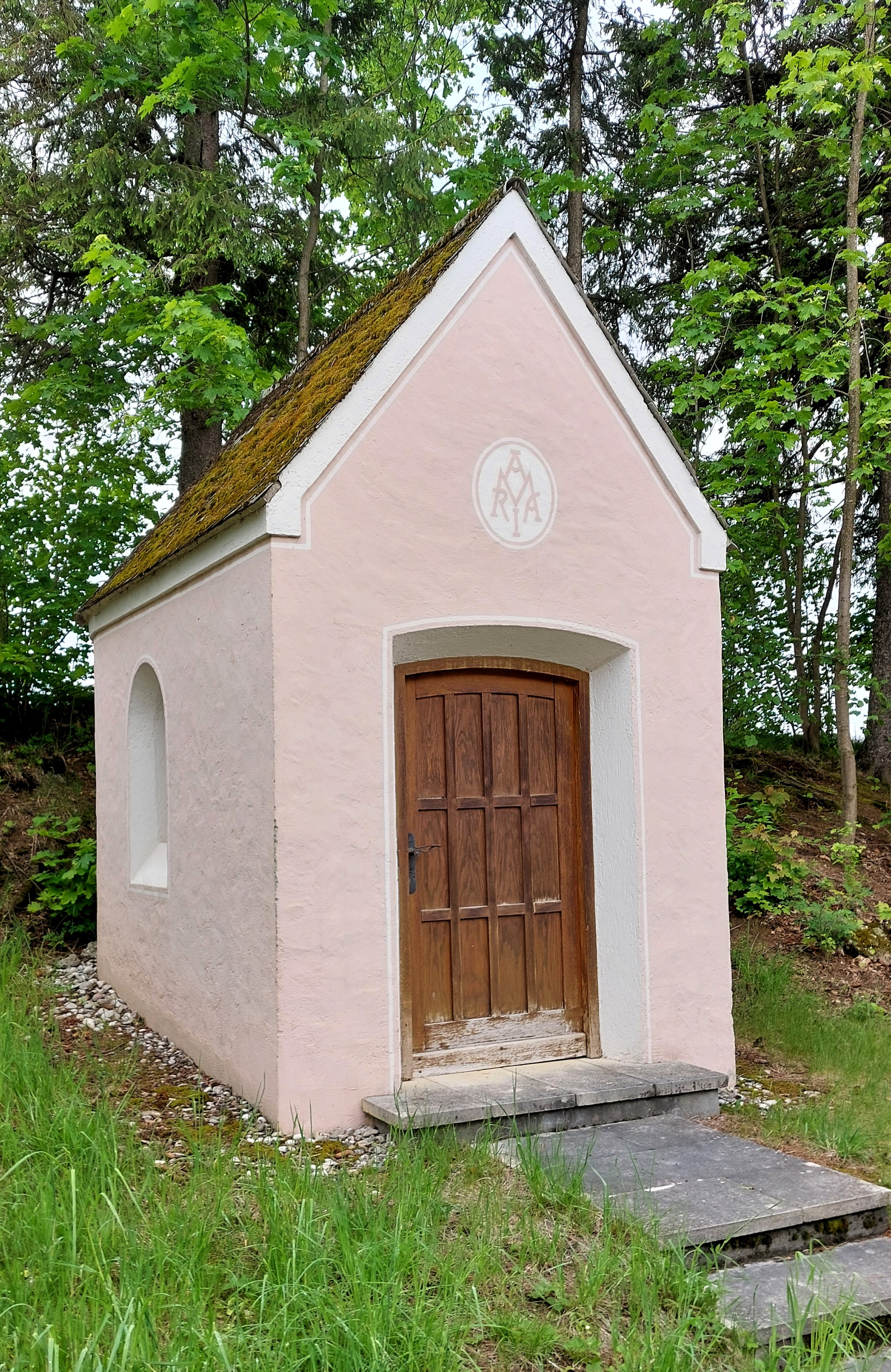
Kapelle von Haus

Scherbenfunde aus der Latènezeit (450–15 v. Chr.) belegen eine keltische Besiedlung an der Stelle des heutigen Ortes. Der Ortsname Haus weist auf einen festen Ort mit befestigten Höfen hin. Die erste urkundliche Erwähnung befindet sich in Herzog Ludwigs II. jüngeren Urbar von 1269/71. Dort befindet sich der herzögliche Mayrhof (Heute Hausnummer 3), der bis in die erste Hälfte des 19. Jahrhunderts den Wittelsbachern gehörte. Wahrscheinlich hatte Herzog Otto II. 1247 den Hof als Teil der Besitzungen Wasserburger von Hallgrafen Konrad sich angeeignet.
Ebenfalls im Urbar stand ein Hube des Herzogs, heute der Huberhof (Hausnummer 2). Der Schabmairhof, beziehungsweise Föstlhof (Hausnummer 1) wird erstmals nach 1300 als Hof aufgelistet, der zum Amt Purfing in der Hauptmannschaft Schwaben und teilweise zur Hofmark Wildenholzen der Pienzenauer gehörte. Auch im Feuerstättbuch 1554 wird er aufgeführt.
Die Kapelle an der ehemaligen Straße nach Erding wurde 1894 zur Priesterweihe von Korbinian Ostermayr errichtet, der vom ehemals herzoglichen Mayrhof stammt. 1960 wurde die Kapelle einige Meter wegen der benachbarten Straße versetzt. Früher war in ihr eine Lourdesgrotte. Heut steht dort eine geschnitzte Figur der Patrona Bavariae.

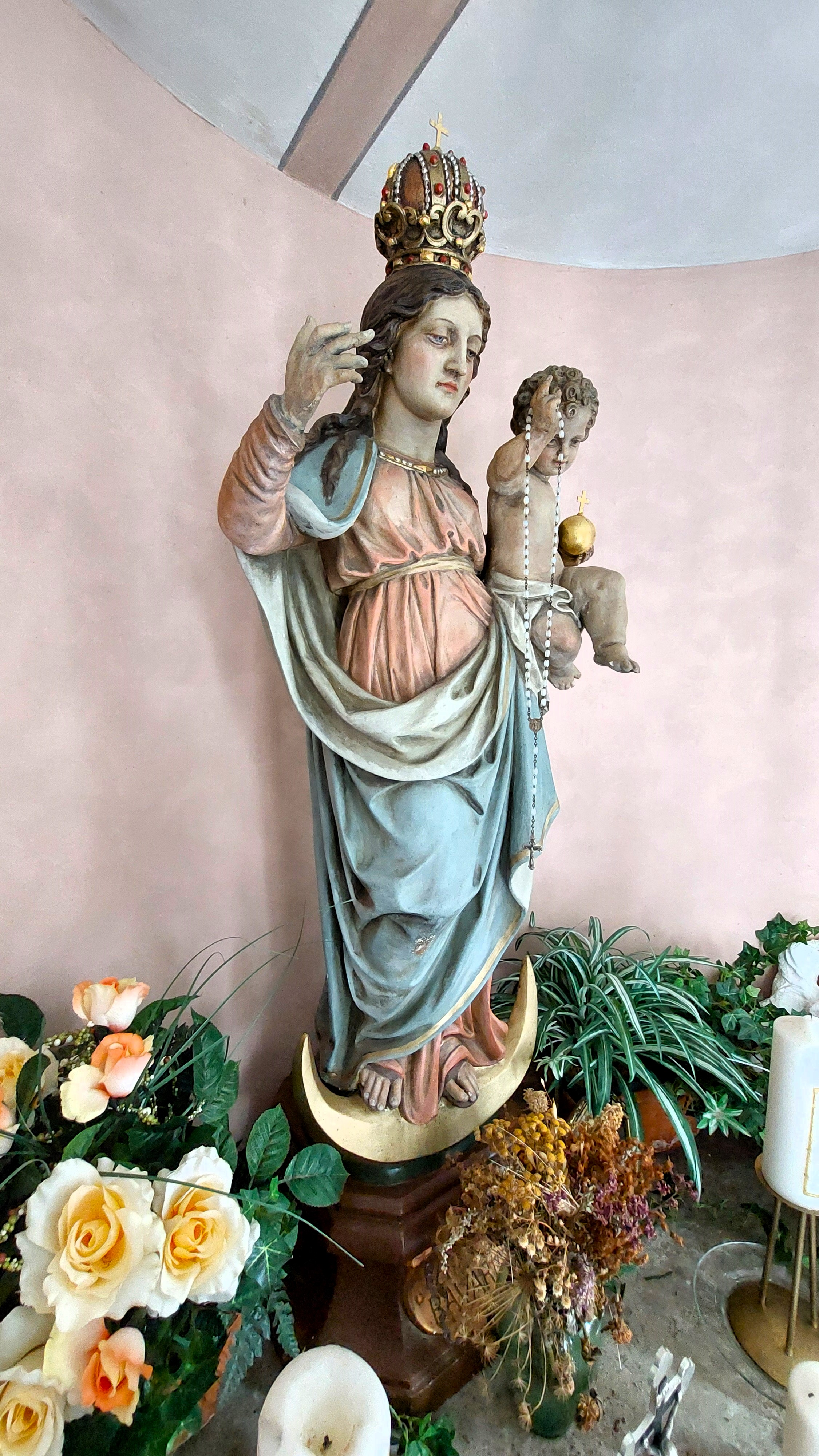
Marienbildnis in der Kapelle
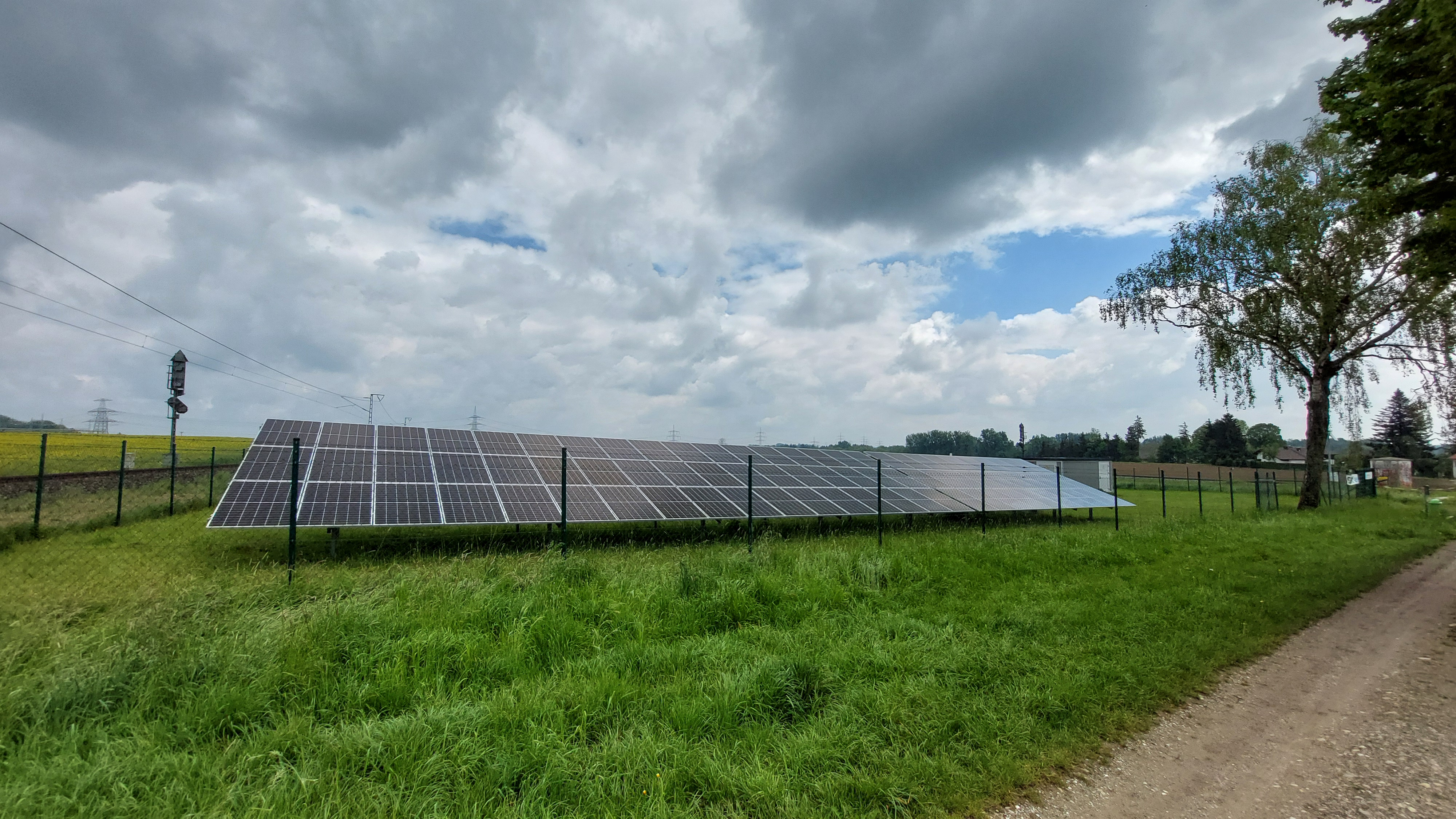
Solarpark
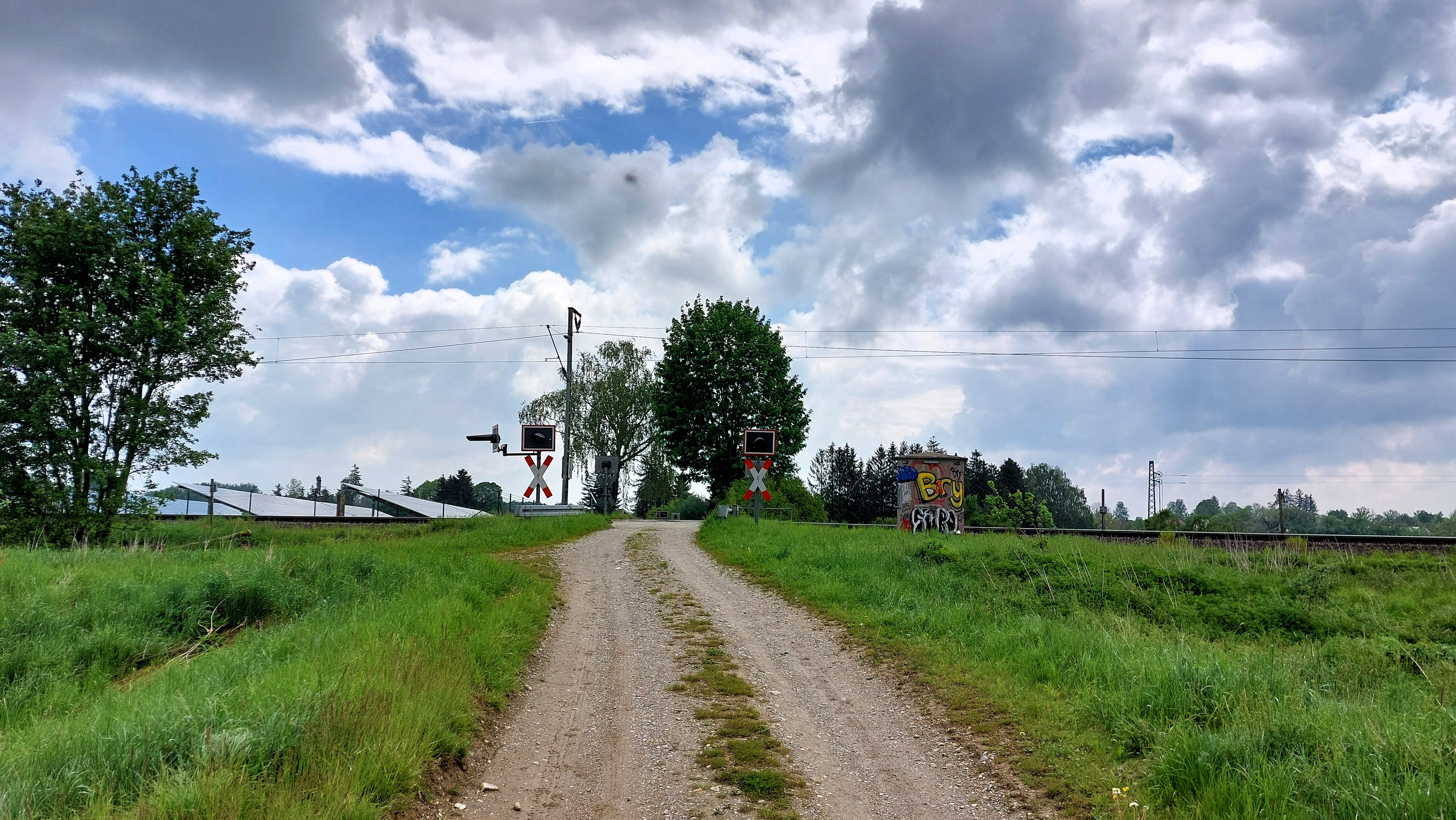
Erster...
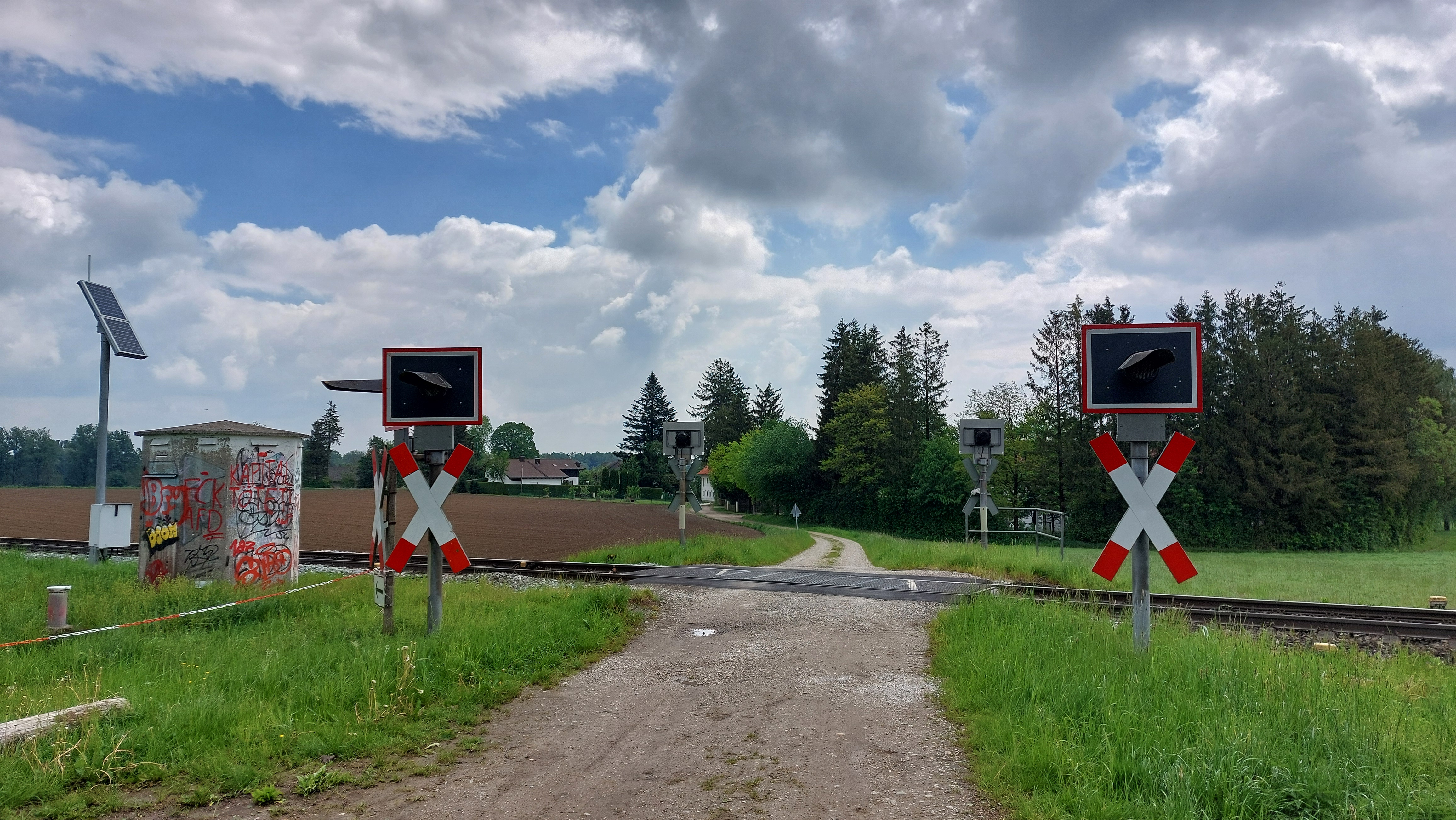
und zweiter Bahnübergang bei Haus
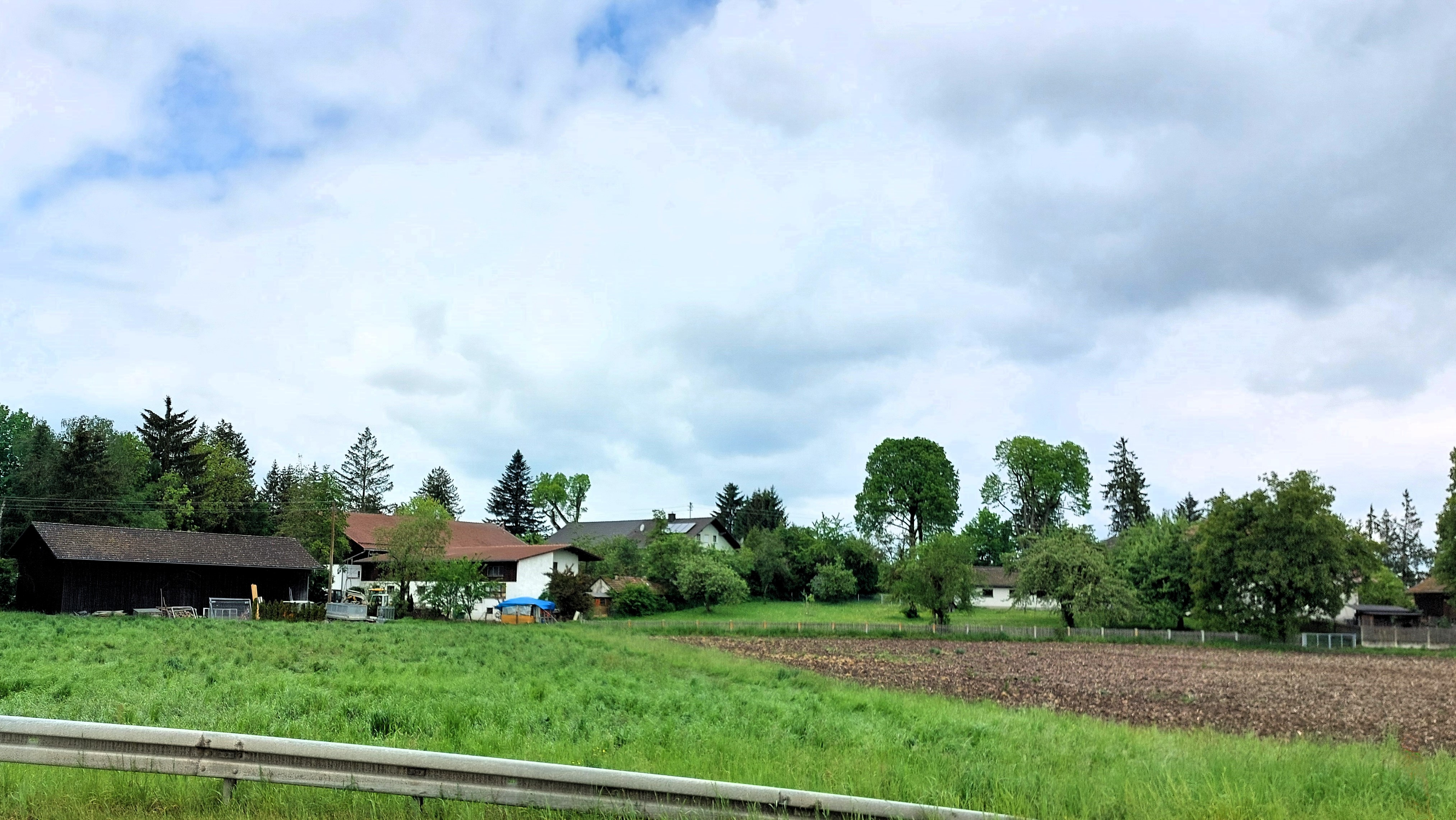
Blick auf Haus von der Staatsstraße aus.